# Сільвія (співачка)
Сільвія Дечева Младенова (болг. Силвия Дечева Младенова; нар. 1 квітня 1978, Раднево, Старозагорська область, Болгарія), більш відома як Сільвія (болг. Силвия) — болгарська поп-фолк-співачка та музикантка.

## Життєпис

### Ранні роки
Сільвія народилася 1 квітня 1978 в Раднево. Закінчила школу імені Гео Мілева. У світ музики потрапила за підтримки матері, яка допомогла їй влаштуватися в оркестрі міста Раднево, яким керував Минчо Атанасов, один з найвідоміших болгарських продюсерів, який тоді продюсував і співачку Десіславу Доневу. Донева вітала появу нової співачки в оркестрі, і незабаром вони потоваришували. Після розпаду оркестру вони почали сольні кар'єри: Атанасов став особистим продюсером Сільвії, допомагаючи їй брати участь не тільки в записі сольних альбомів та організації концертів, але також і озвучення та дубляж відеокліпів.

### 1998—2000 роки: початок кар'єри
У 1998 році Сільвія випустила перший альбом «Страхотна дружина»; в тому ж році з'явився і другий альбом «Дамата в червено», що вийшов на відеокасетах і приніс співачці славу. Але справжня слава прийшла в 1999 році, коли вийшов третій альбом «Среща з Казанова» з хітами «Просякиня», «Сбогом любов» і «На тобі, мамо» (у запису пісні брала участь і її сестра), а в кліпі на пісню «Хубава» Сільвія знімалася оголеною. У 2000 році вийшов четвертий альбом «Аз, Силвия», перша пісня з якого «Апетитна хапка» стала візитною карткою співачки.
На Фракійському фестивалі фолк-музики в 2000 році перемогу здобула пісня з того ж альбому «Хей, ревнивецо»; популярними були пісні «Бяла магия», «Не съди ме без вина», «Зная как», «Защо ли те срещнах» и «Като светец».

### 2001—2006 роки: перерви у творчості
Сільвія незабаром бере перерву і випускає збірку своїх найкращих хітів під провокаційною назвою «Грешница», куди увійшли пісні з участю квартету «Славей» і в дуеті з Нончо Воденічаровим, головою міста Раднево. До альбому увійшли відразу п'ять дисків. Для ефектного повернення на сцену Сільвія пофарбувалася в блонд. Після народження дочки Ізабель вона знову призупинила кар'єру, переживаючи важке розлучення.
У 2006 році Сільвія повертається на сцену, виступаючи з Нончо Воденічаровим на розігріві у співачки Калії. У травні виходить її сьомий альбом «Та мо желаеш» з синглом «Забрави мо», однак після чергової серії перемог у конкурсах та потраплянь в хіт-паради Сільвія знову йде зі сцени, повернувшись через рік і два місяці з синглом «Водка» (укр. — «Горілка»), який довелося випускати під цензурною назвою «Изкушение». Відеокліп заборонили показувати на телеканалі «Планета» з причини пропаганди алкоголю, що викликало обурення у фанів. Їх колективний лист не переконав керівництво телеканалу допустити до показу кліп. Цензура фактично змусила людей думати, що Сільвія припинила кар'єру, оскільки довгий час не випускала нові пісні та кліпи. Сільвія вирішує зняти кліпи на пісні «Непростимо» і «Лъжа», щоб нагадати про себе, а також записує з Мінчо Атанасовим пісню «Я дойди, лібе», руйнуючи чутки про заборону до трансляції на телебаченні своїх пісень.

### 2007— нині: повернення
У 2007 році Сільвія випустила кліп «Без привілеї», повертаючись з ентузіазмом до роботи. У січні 2007 року вийшла DVD-збірка з 19 кращими відеокліпами Сільвії і фрагмент концерту на фестивалі «Фракія Фолк», а незабаром вона записує альбом «Закъсняла прошка», на якому вперше звучать пісні македонською мовою.
До хіт-парадів потрапляє пісня «Ти мо подлудяваш» в денс-стилі, яка часто звучить на дискотеках. У вересні 2007 року Сільвія перемогла на фестивалі «Пірін Фолк» з головною піснею нового альбому «Закъсняла прошка» і стала почесною громадянкою міста Раднево (Сільвія і Минчо активно допомагали дитячому садку і школі міста Раднево). Критика писала, що Сільвія змінилася і зробила ставку на новий сучасний репертуар в стилі поп-фолк.
Продовжуючи записувати дуети з Атанасовим, знімаючи відеокліпи і видаючи їх на DVD, Сільвія записує пісні та кліпи «Наздраве» і «Завръщане», а з піснею «Лудница в душата» виступає у новорічному концерті на телеканалі Планета. У 2008 році вона видає новий альбом «Вліз в добору», куди увійшли ті ж пісні. Наступний альбом, «Българка», вийшов лише 5 років тому — у 2013 році.

### Родина
Мати Сільвії — Живка Канева — допомогла донці почати музичну кар'єру. У Сільвії є молодша на 2 роки сестра. Після розлучення Сільвія має дочку Ізабель (народилася 9 серпня 2003).

## Дискографія

### Альбоми
1. 1997 — Страхотна жена / Велик жінка
2. 1998 — Дамата в червено / Пані в червоному
3. 1999 — Среща с Казанова / Зустріч з Казановою
4. 2000 — Аз, Силвия / Я, Сільвія
5. 2002 — Грешница / Грішниця
6. 2006 — Да ме желаеш / Хочеш мене
7. 2007 — Закъсняла прошка / Запізніле прощання
8. 2008 — Влез в отбора / Введи в команду
9. 2013 — Българка / Болгарська

### Збірники
1. 2001 — Балади / Балади
2. 2013 — Златните хитове на Силвия / Золоті хіти Сільвії

### Відео і DVD-релізи
- Дамата в червено (1999)
- Silvia Best Video Selection (2007)
- Закъсняла прошка (2008)

## Досягнення
- 1998: спеціальний приз на фестивалі «Нов Фолк» від «Арт Рок Център»
- 2000: другий приз журі фестивалю «Фракія Фолк» (пісня «Гей, ревнивецо»)
- 2007: переможниця в категорії авторської македонської пісні на фестивалі «Пірін Фолк» (пісня «Закъсняла прошка»)
- 2007: почесна громадянка міста Раднево[1]